# Poonam Dhillon
Poonam Dhillon (Kanpur, 18 aprile 1962) è un'attrice indiana.

## Filmografia parziale

### Cinema
- Noorie, regia di Manmohan Krishna (1979)
- Red Rose, regia di Bharathi Raja (1980)
- Dard, regia di Ambrish Sangal (1981)
- Romance, regia di Ramanand Sagar (1983)
- Sohni Mahiwal, regia di Umesh Mehra, Latif Faiziyev (1984)
- Teri Meherbaniyan, regia di Vijay Reddy (1985)
- Samundar, regia di Rahul Rawail (1986)
- Saveray Wali Gaadi, regia di Bharathiraaja (1986)
- Karma, regia di Subhash Ghai (1986)
- Naam, regia di Mahesh Bhatt (1986)
- Maalamaal, regia di Kewal Sharma (1988)

### Televisione
- Bigg Boss 3 (2009)
- Ekk Nayi Pehchaan (2013-2014)

## Premi
- Indian Telly Awards
  - 2015: "Indian Telly Award for Best Actress in a Supporting Role (Drama)" (Ekk Nayi Pehchaan)